# 手稲緑道

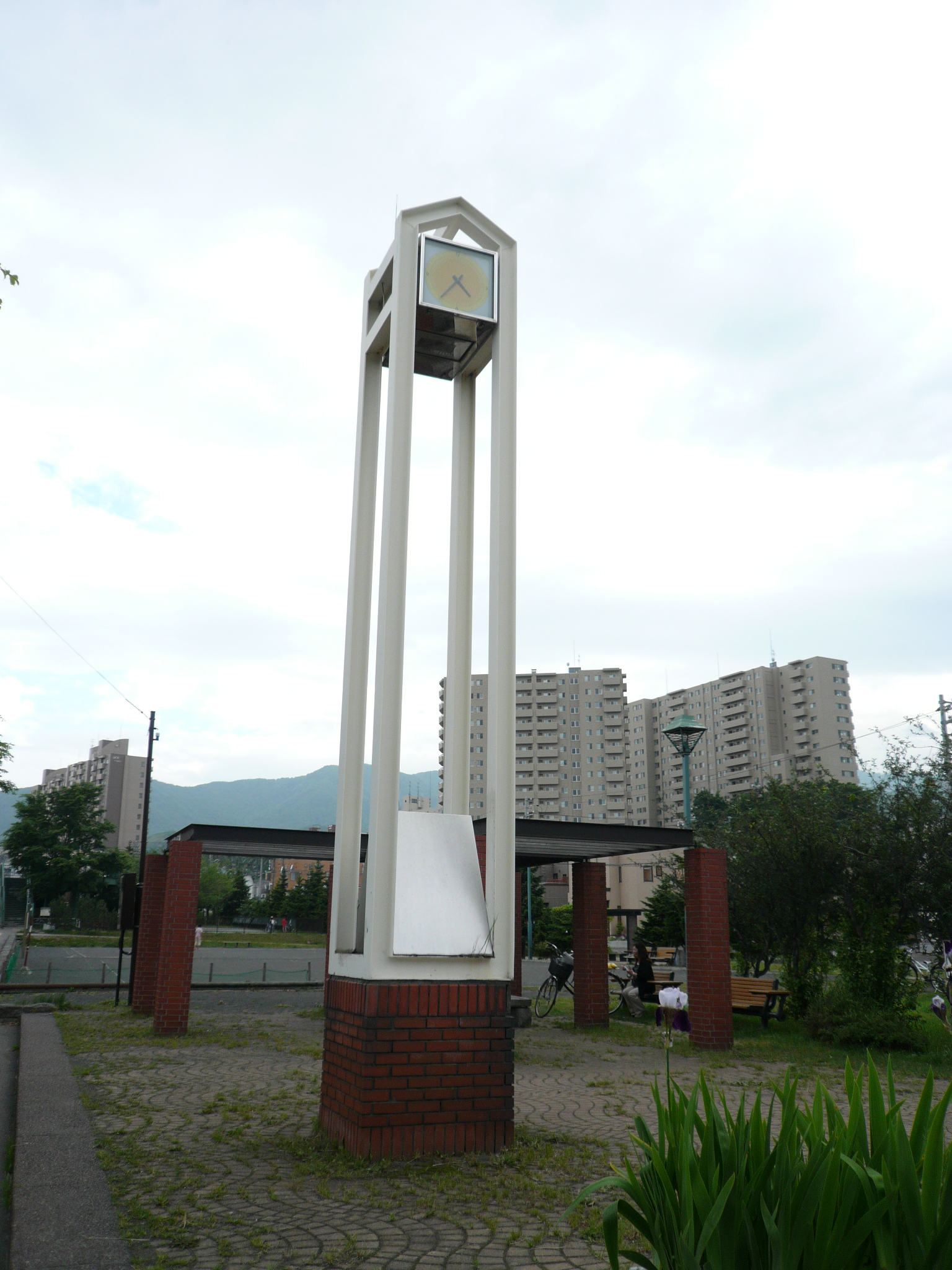
時計塔（2009年6月）

手稲緑道（ていねりょくどう）は北海道札幌市手稲区曙1条1丁目 - 4条1丁目にある緑道（都市公園）。
JR函館本線の北側、手稲駅西通と樽川通の横を並んで走り、北海道道452号下手稲札幌線（下手稲通）とぶつかる所が緑道の北端である。「ぷろむなーど・ていね」の愛称で地元住民に親しまれており、ウォーキングのイベントや、散策路などに利用されている。
ぷろむなーど・ていねの愛称がつけられている。この愛称は、緑道のそばに建つマンション（ラピステイネプロムナード）の名称にも取り入れられている。

## 沿革
- 1987年（昭和62年）3月31日 - 手稲緑道告示。
- 2007年（平成19年）4月 - 曙2 - 4条間の舗装が、ブロックからアスファルトになり、点字ブロックも敷設される。

## 施設・設備
- 多目的広場
- スケートボード・ローラースケート広場
- 噴水
- 時計塔
- パーゴラ（つる棚）
- 水飲み台
- 遊水路

## 周辺
- 北海道旅客鉄道（JR北海道）函館本線 手稲駅
- 北海道道452号下手稲札幌線（下手稲通） - 緑道北端に接する。
- 手稲駅西通 - 曙1条間で東側を並走
- 樽川通 - 曙2条〜4条間で東側を並走
- 前田川
- 樽川人道橋
- 手稲曙温水プール
- 札幌市手稲老人福祉センター
- 札幌市曙図書館
- 札幌市手稲区体育館
- 手稲駅前郵便局
- 手稲渓仁会病院
- 北海道電力前田変電所

## 交通機関
- 北海道旅客鉄道（JR北海道）函館本線 手稲駅北口から徒歩で約5分。